# Oriente (Buenos Aires)
Oriente es una ciudad argentina ubicada en el partido de Coronel Dorrego, en el sudeste de la provincia de Buenos Aires, a 22 kilómetros de la costa bonaerense.

## Historia
El 6 de septiembre de 1911, la Sociedad Santamarina e hijos solicitó al ministro de Obras Públicas la aprobación de los planos de un nuevo centro de población, sobre la estación de ferrocarril recientemente construida en el pK 59,5 del ramal Coronel Dorrego Cooper, y que en breve sería librada al servicio público. El nombre del pueblo sería el que tomase dicha estación.
El 26 de septiembre de 1911 pasó a informe del Departamento de Ingenieros, el cual emitió su opinión el 10 de octubre, aprobando el proyecto y autorizando al agrimensor Andrés T. Villanueva a ejecutar el replanteo del pueblo de acuerdo a algunas observaciones realizadas. Es por esto que el 10 de octubre de 1911 se toma como la fecha de fundación de Oriente.
Mientras tanto, la Sociedad Santamarina pidió los títulos de propiedad adjuntados al expediente anteriormente enviado al Ministerio de Obras Públicas para iniciar la venta de los solares, quintas y chacras.
El 17 de marzo de 1912, la firma Adolfo Bullrich y Cía. procedió al remate de 79 manzanas a los que serían los primeros propietarios en Oriente. Al año siguiente se realizó un nuevo remate y se dejaron algunas reservas para uso público, las que serían finalmente escrituradas el 9 de noviembre de 1917.
Fue declarada ciudad por la Ley provincial 8.538, sancionada en 1975.

## Topografía
La mayor extensión de las tierras de la zona de Oriente corresponde a la llanura, y ésta es apta para el trabajo agrícola-ganadero. La parte sudeste bañada por el océano está bordeada por médanos, comadrejales y lagunas que reducen la cantidad de hectáreas a sembrar. Otra característica le dan al relieve las lagunas que se encuentran. Sus suelos arenosos y calcáreos tienen afloraciones de tosca en las lomadas.

## Características
Su economía está basada en la actividad agrícola, y en menor medida, turística, ya que cuenta con el Balneario Oriente, lugar de descanso veraniego y de pesca deportiva.
Es una ciudad pavimentada y modernamente iluminada, sin dejar de poseer características de un pueblo de campaña.
En su centro se encuentra la plaza Juan B. Maciel, en la que se encuentran juegos de recreación infantil y también varios monumentos como los de José de San Martín,  Manuel Dorrego, a la Madre y a Juan B. Maciel. Esta plaza cuenta con 390 árboles, entre ellos pinos, palmeras, araucarias, transparentes, eucaliptus, álamos, grevíleas, etc.
Las avenidas San Martín y Santamarina aglutinan sus más importantes edificaciones. La primera es su principal calle de acceso y la última sirve de salida hacia el Balneario Marisol.

## Clima
Predomina el clima marítimo. Los inviernos son benignos y los veranos no muy calurosos. En época invernal son frecuentes las heladas.

## Población
En el año 2022, el censo arrojó un resultado de 1543 habitantes. Contaba en 2010 con 1778 habitantes (Indec, 2010), lo que representa un descenso del 10 % frente a los 1976 habitantes (Indec, 2001) del censo anterior.
| Gráfica de evolución demográfica de Oriente entre 1960 y 2022 |
|                                                               |
| Fuente: censos nacionales del INDEC                           |

## Religión

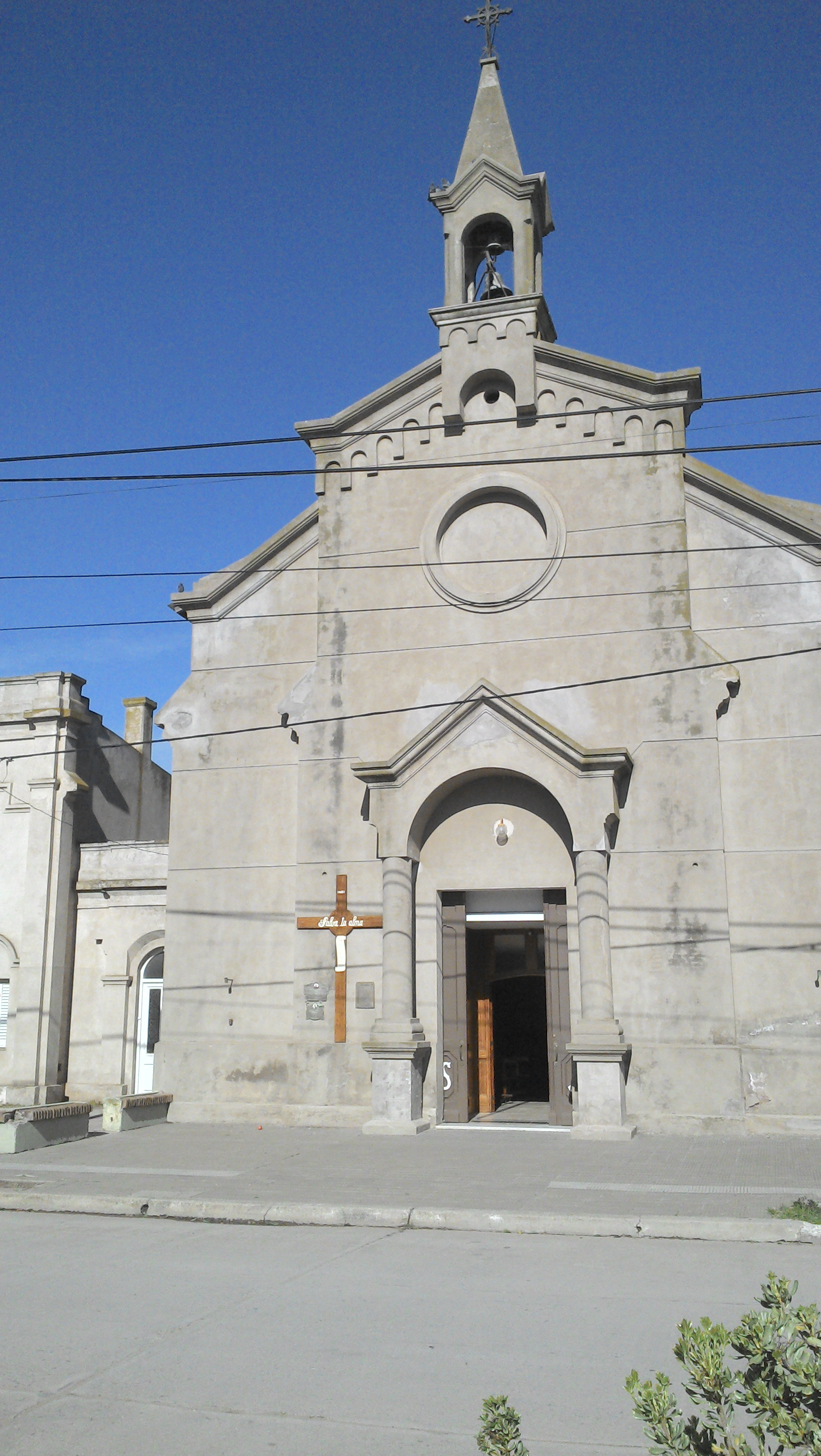
Parroquia Santa Teresita del Niño Jesús

La ciudad pertenece a la arquidiócesis de Bahía Blanca de la Iglesia católica. Su parroquia es Santa Teresita del Niño Jesús.

## Instituciones Educativas
En el año 2024, se encuentran funcionando en la localidad de Oriente, las siguientes instituciones educativas:
Jardin de infantes N°903
Escuela de educación primaria N°8
Escuela de educación secundaria N°1 que realizamos esta edición en la Materia NTICX año 2024. Nuestras redes son
Instagram ((https://www.instagram.com/secundaria1_oriente?igsh=bjBidzN4NWYwMzZt))
Facebook ((https://www.facebook.com/profile.php?id=100057475868412))
Centro de formación profesional N°401
Escuela de educación especial N.º 501 (Servicio Oriente)
CEA N.º 703
CENS N°451
Instituto Ceferino Namuncurá
ISFD N°3621
CEF N.º 64

## Instituciones Deportivas
- Club Sportivo y Recreativo El Quequén